# Pallamano Trieste 2023-2024
Questa pagina raccoglie i dati riguardanti la Pallamano Trieste nelle competizioni ufficiali della stagione 2023-2024.

## Stagione
La stagione 2023-24 della Pallamano Trieste si apre con i nuovi acquisti: agli italiani De Luca dal Fondi, Andreotta dal Campus Italia e Somma dal Mascalucia, si aggiungono lo svedese Solefors, lo sloveno Košec, il croato Pranjić e l'italo-argentino Ceccardi, senza dimenticare il ritorno in biancorosso di Gianluca Dapiran.

## Mercato

### Sessione estiva
| Acquisti | Acquisti                | Acquisti             | Acquisti   | Acquisti |
| R.a      | Nome                    | da                   | Modalità   |          |
| -------- | ----------------------- | -------------------- | ---------- | -------- |
| AD       | Daniele De Luca         | Fondi                | definitivo |          |
| PV       | Leo Andreotta           | Campus Italia        | definitivo |          |
| TS       | Tim Solefors            | Malmö                | definitivo |          |
| TD       | Matic Košec             | Maribor Branik       | definitivo |          |
| PV       | Filip Pranjić           | Hrvatski Dragovoljac | definitivo |          |
| C        | Diego Somma             | Mascalucia           | definitivo |          |
| AS       | Gianluca Dapiran        | Brixen               | definitivo |          |
| TS       | Juan Francisco Ceccardi | Junior Fasano        | prestito   |          |

| Cessioni | Cessioni           | Cessioni   | Cessioni      | Cessioni |
| R.       | Nome               | a          | Modalità      |          |
| -------- | ------------------ | ---------- | ------------- | -------- |
| AD       | Luciano Scaramelli | Conversano | definitivo    |          |
| TS       | Toni Vinković      | Parenzo    | fine prestito |          |
| AS       | Marco Visintin     |            | ritiro        |          |

### Sessione invernale
| Acquisti | Acquisti          | Acquisti         | Acquisti   | Acquisti |
| R.a      | Nome              | da               | Modalità   |          |
| -------- | ----------------- | ---------------- | ---------- | -------- |
| TS       | Daniel Andonovski | Ohrid            | definitivo |          |
| TD       | Riccardo Ganz     | Albatro Siracusa | definitivo |          |
| PT       | Facundo García    | Poizauges Vendeé | definitivo |          |

| Cessioni | Cessioni     | Cessioni   | Cessioni    | Cessioni |
| R.       | Nome         | a          | Modalità    |          |
| -------- | ------------ | ---------- | ----------- | -------- |
| TS       | Tim Solefors | svincolato | risoluzione |          |

## Risultati

### Regular season

#### Girone d'andata
| Trieste 9 settembre 2023 | Trieste | 25 – 31 (14-18) | Conversano |  |

| Merano 4 ottobre 2023 | Black Devils | 33 – 27 (17-14) | Trieste |  |

| Trieste 23 settembre 2023 | Trieste | 39 – 37 (20-16) | Cingoli |  |

| Carpi 30 settembre 2023 | Carpi | 32 – 26 (13-12) | Trieste |  |

| Trieste 7 ottobre 2023 | Trieste | 29 – 25 (13-13) | Albatro Siracusa |  |

| Cassano Magnago 14 ottobre 2023 | Cassano Magnago | 31 – 18 (18-9) | Trieste |  |

| Trieste 21 ottobre 2023 | Trieste | 30 – 35 (12-18) | Sassari |  |

| Fasano 11 novembre 2023 | Junior Fasano | 33 – 28 (18-14) | Trieste |  |

| Trieste 18 novembre 2023 | Trieste | 29 – 35 (14-17) | Bozen |  |

| Rubiera 25 novembre 2023 | Secchia Rubiera | 30 – 24 (17-10) | Trieste |  |

| Appiano sulla strada del vino 2 dicembre 2023 | Eppan | 27 – 26 (12-11) | Trieste |  |

| Trieste 9 dicembre 2023 | Trieste | 27 – 23 (13-9) | Pressano |  |

| Bressanone 24 gennaio 2024 | Brixen | 40 – 18 (20-11) | Trieste |  |

#### Girone di ritorno
| Conversano 20 gennaio 2024 | Conversano | 29 – 24 (13-14) | Trieste |  |

| Trieste 27 gennaio 2024 | Trieste | 21 – 20 (12-10) | Black Devils |  |

| Cingoli 10 febbraio 2024 | Cingoli | 21 – 20 (10-10) | Trieste |  |

| Trieste 17 febbraio 2024 | Trieste | 32 – 27 (13-11) | Carpi |  |

| Siracusa 24 febbraio 2024 | Albatro Siracusa | 27 – 18 (13-8) | Trieste |  |

| Trieste 2 marzo 2024 | Trieste | 26 – 21 (12-9) | Cassano Magnago |  |

| Sassari 9 marzo 2024 | Sassari | 29 – 18 (13-5) | Trieste |  |

| Trieste 23 marzo 2024 | Trieste | 23 – 27 (15-14) | Junior Fasano |  |

| Bolzano 6 aprile 2024 | Bozen | 31 – 28 (17-13) | Trieste |  |

| Trieste 13 aprile 2024 | Trieste | 27 – 27 (10-17) | Secchia Rubiera |  |

| Trieste 20 aprile 2024 | Trieste | 31 – 32 (14-16) | Eppan |  |

| Lavis 27 aprile 2024 | Pressano | 37 – 26 (16-11) | Trieste |  |

| Trieste 4 maggio 2024 | Trieste | 28 – 36 (12-19) | Brixen |  |

### Playout

#### Semifinale
| Trieste 18 maggio 2024 | Trieste | 16 – 21 (9-14) | Pressano |  |

| Lavis 23 maggio 2024 | Pressano | 28 – 26 (13-14) | Trieste |  |

##### Finale
| Trieste 29 maggio 2024 | Trieste | 28 – 29 (14-15) | Cingoli |  |

| Trieste 1 giugno 2024 | Cingoli | 34 – 28 (16-13) | Trieste |  |

## Statistiche

### Squadra

#### Andamento in campionato
| Giornata  | 1  | 2  | 3 | 4  | 5 | 6  | 7  | 8  | 9  | 10 | 11 | 12 | 13 | 14 | 15 | 16 | 17 | 18 | 19 | 20 | 21 | 22 | 23 | 24 | 25 | 26 |
| --------- | -- | -- | - | -- | - | -- | -- | -- | -- | -- | -- | -- | -- | -- | -- | -- | -- | -- | -- | -- | -- | -- | -- | -- | -- | -- |
| Luogo     | C  | T  | C | T  | C | T  | C  | T  | C  | T  | T  | C  | T  | T  | C  | T  | C  | T  | C  | T  | C  | T  | C  | C  | T  | C  |
| Risultato | P  | P  | V | P  | V | P  | P  | P  | P  | P  | P  | V  | P  | P  | V  | P  | V  | P  | V  | P  | P  | P  | N  | P  | P  | P  |
| Posizione | 12 | 12 | 9 | 10 | 9 | 11 | 10 | 11 | 12 | 12 | 13 | 11 | 12 | 12 | 11 | 12 | 12 | 12 | 12 | 12 | 12 | 11 | 11 | 11 | 12 | 12 |

#### Riepilogo
| Competizione | Punti | In casa | In casa | In casa | In casa | In casa | In casa | In trasferta | In trasferta | In trasferta | In trasferta | In trasferta | In trasferta | Totale | Totale | Totale | Totale | Totale | Totale | D.R. |
| Competizione | Punti | G       | V       | N       | P       | Gf      | Gs      | G            | V            | N            | P            | Gf           | Gs           | G      | V      | N      | P      | Gf     | Gs     | D.R. |
| ------------ | ----- | ------- | ------- | ------- | ------- | ------- | ------- | ------------ | ------------ | ------------ | ------------ | ------------ | ------------ | ------ | ------ | ------ | ------ | ------ | ------ | ---- |
| Serie A Gold | 13    | 13      | 6       | 1       | 6       | 367     | 376     | 13           | 0            | 0            | 13           | 301          | 400          | 26     | 6      | 1      | 19     | 668    | 776    | -108 |
| Playout      | -     | 2       | 0       | 0       | 2       | 44      | 50      | 2            | 0            | 0            | 2            | 54           | 62           | 4      | 0      | 0      | 4      | 98     | 112    | -14  |
| Totale       | 13    | 15      | 6       | 1       | 8       | 411     | 426     | 15           | 0            | 0            | 15           | 356          | 462          | 30     | 6      | 1      | 23     | 766    | 888    | -122 |

### Individuali

#### Presenze e reti
| N. | Giocatore               | Presenze | Reti |
| -- | ----------------------- | -------- | ---- |
| 5  | Gianluca Dapiran        | 30       | 145  |
| 18 | Juan Francisco Ceccardi | 30       | 123  |
| 44 | Daniel Andonovski       | 19       | 81   |
| 3  | Jan Radojkovič          | 29       | 75   |
| 20 | Matic Košec             | 20       | 65   |
| 23 | Daniele De Luca         | 21       | 62   |
| 10 | Federico Urbaz          | 29       | 47   |
| 33 | Luca Sandrin            | 24       | 37   |
| 35 | Filip Pranjić           | 22       | 32   |
| 13 | Massimiliano Di Nardo   | 18       | 30   |
| 7  | Gabriel Mazzarol        | 29       | 26   |
| 77 | Riccardo Ganz           | 20       | 19   |
| 4  | Tim Solefros            | 9        | 12   |
| 11 | Diego Somma             | 16       | 7    |
| 17 | Leo Andreotta           | 17       | 5    |
|    | Lorenzo Ganz            | 3        | 2    |
| 16 | Thomas Postogna         | 20       | 0    |
| 6  | Pietro Del Frari        | 17       | 0    |
| 1  | Orfeo Giorgi            | 12       | 0    |
| 21 | Facundo García          | 16       | 0    |
|    | Nicolò Zoppetti         | 12       | 0    |
| 71 | Enrico Valdemarin       | 6        | 0    |
| 15 | Pietro Oblascia         | 2        | 0    |
| 25 | Riccardo Scorzato       | 2        | 0    |
|    | Daniele Cardi           | 1        | 0    |